# Iglesia de San José (Kuopio)
La Iglesia de San José (en finés: Pyhän Joosefin kirkko) es una edificio religioso ubicado en Kuopio una localidad del país europeo de Finlandia, está afiliada a la Iglesia Católica y fue dedicada a San José.
La iglesia fue construida originalmente como una casa de oración luterana. Fue construido entre 1912 y 1913. La capilla fue inaugurada como iglesia en 1945, cuando la torre del reloj fue adquirida. La iglesia se modificó en la década de 1960 y más recientemente en 2002, cuando se volvieron a hacer algunos cambios.
La parroquia protestante aprobó la venta a la Iglesia Católica en junio de 2013. El edificio fue consagrado como un templo católica, el 3 de mayo de 2014.